# ヨルダン軍
ヨルダン軍（ヨルダンぐん、アラビア語: القوات المسلحة الأردنية、英語：Jordanian Armed Forces）は、ヨルダン陸軍、ヨルダン海軍、ヨルダン空軍、ヨルダン統合特殊作戦軍を含むヨルダンの軍隊である。
ヨルダン軍の法律上の最高司令官は国王だが、事実上の指揮権はヨルダン政府の長である首相が有している。
ヨルダン軍の管理・運営は国防省 (Ministry of Defence) が担当する。

## 歴史
空軍が1955年9月25日に成立。

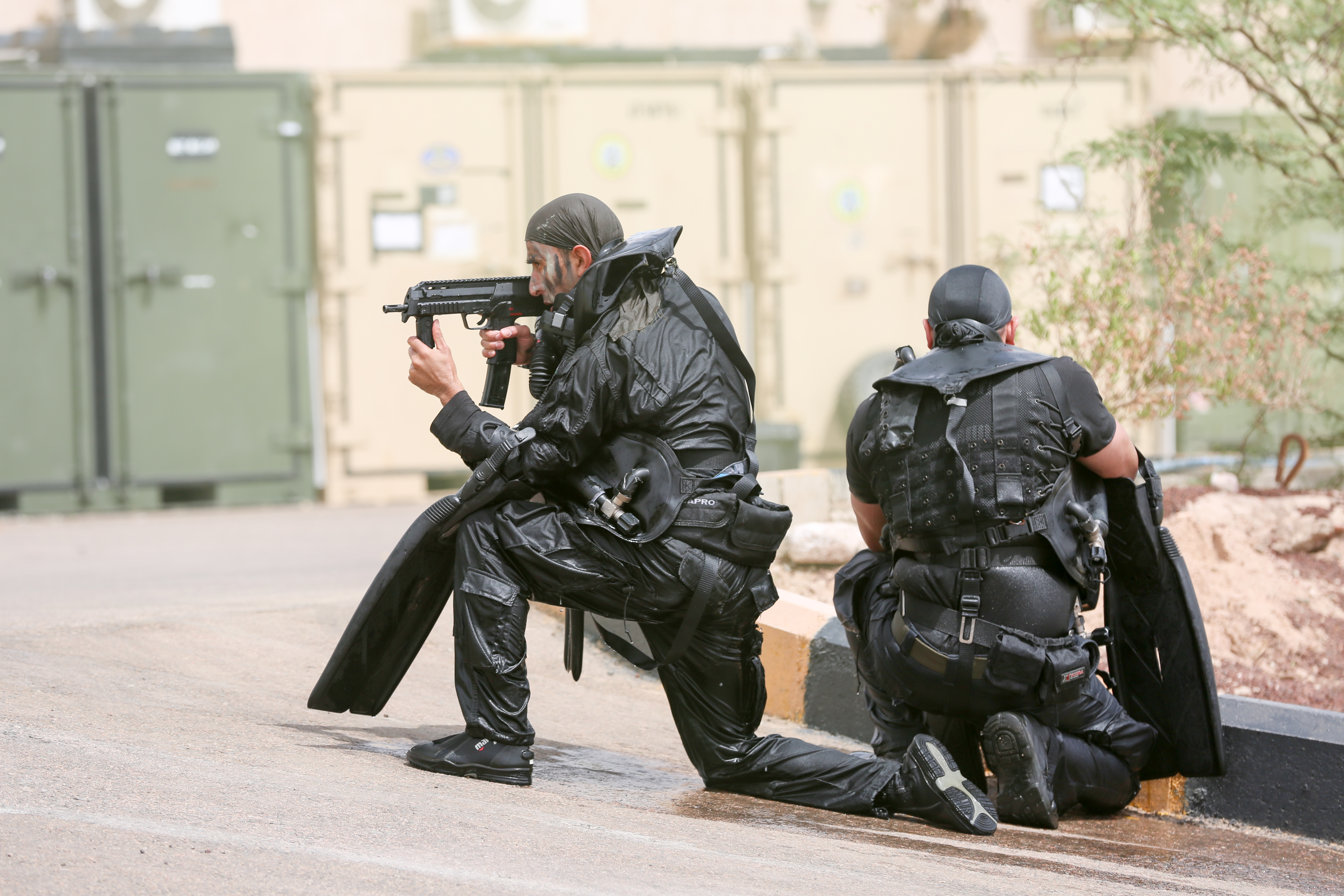
デモンストレーションを行うヨルダン軍の特殊部隊

1970年代にはアメリカ合衆国からの兵器購入に伴い、軍事支援も活発化した。1975年3月20日、アメリカ国防省は同国内で、67人のヨルダン軍要員に対して軍事訓練をしていることを明かしたほか、若干名のパイロットに対しても訓練を行っていることを明らかにしている。

## 人員
| 組織                   | 現役   | 予備役 |
| ---------------------- | ------ | ------ |
| ヨルダン陸軍           | 74,000 |        |
| ヨルダン海軍           | 500    |        |
| ヨルダン空軍           | 12,000 |        |
| ヨルダン統合特殊作戦軍 |        |        |

## ヨルダン陸軍
ヨルダン陸軍は88,000人の兵力を保有する。

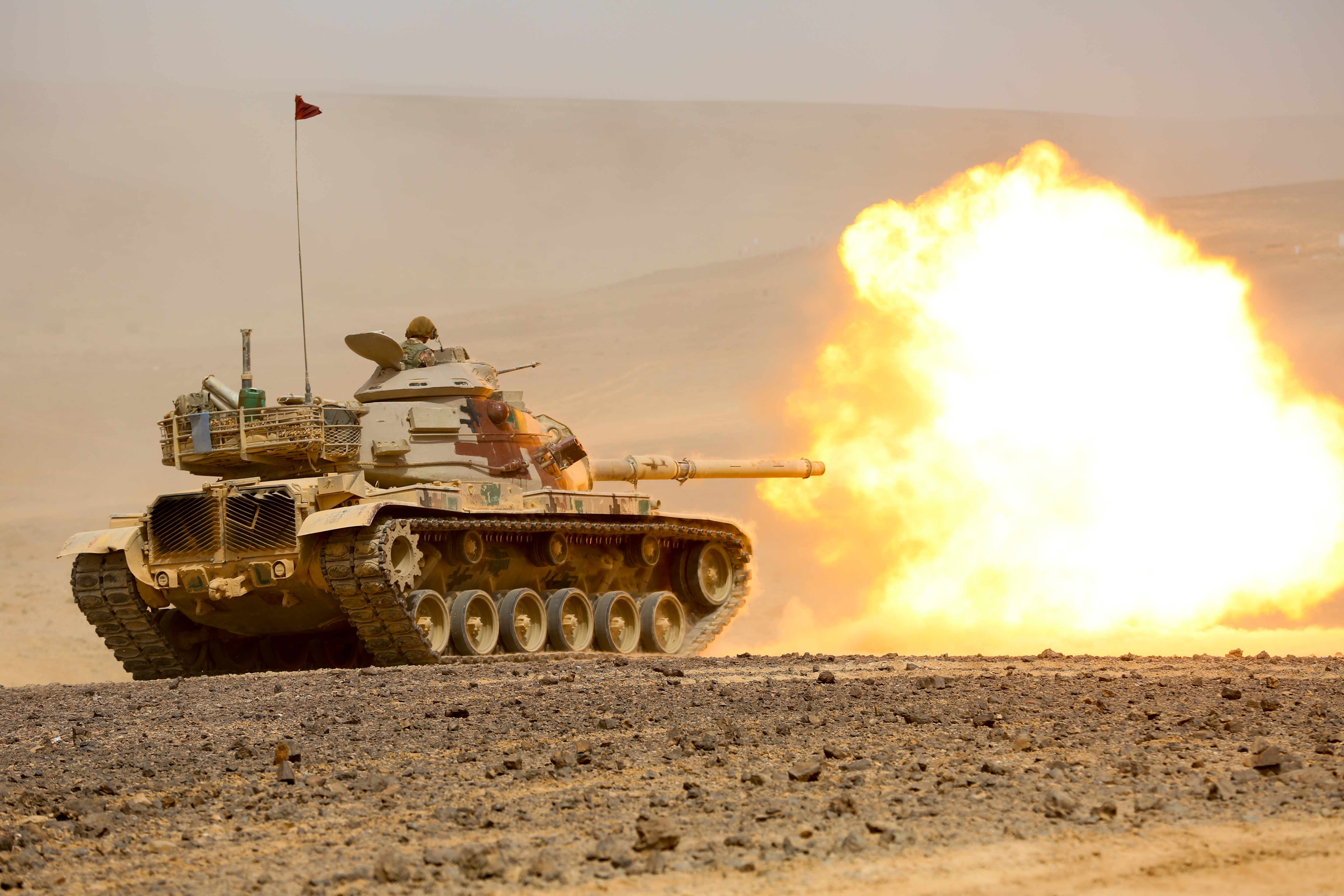
ヨルダン陸軍のM60A1

### 装備

#### 戦車
- ルクレール ×100
- チャレンジャー1 ×190 270保管中
- M60A3 パットン ×225
- FV101 スコーピオン ×50
- M60A1 パットン ×95保管中
- ハーリド ×298保管中
- センチュリオン ×218保管中

#### 装甲車両
- チェンタウロ戦闘偵察車 ×141

- マルダー1A3 ×75
- YPR-765 IFV×300
- FV107 シミター ×175
- ラーテル歩兵戦闘車 ×341
- M113装甲兵員輸送車 ×1300
- YPR-765 APC ×240
- M577 ×300
- FV103 スパルタン ×100保管中
- マックスプロ MRAP ×200
- クーガー装甲車 ×131
- RG-33 ×200
- マタドール装甲車（英語版） ×50
- M901 ITV ×93
- YPR-765 prat ×55

#### 汎用車両
- HMMWV ×600
- ジープ J8
- Nimr（英語版）
- Desert Iris ×450
- Al-Thalab (Fox) LRPV ×200
- AB2 Al-Jawad ×200
- LTATV ×50
- トヨタ ランドクルーザー

#### 兵站・工兵車両
- Al Monjed ARV ×20
- FV4204 ARV ×49
- レオパルト1 ARV ×5
- M88装甲回収車 ×52
- M578軽回収車 ×30
- YPR-806 ARV
- M113 ARV
- HEMTT ×100
- FMTV ×300
- Navistar 7000-MV（英語版）×100
- メルセデス・ベンツ・ゼトロス ×70
- DAF
- Caterpillar D9（英語版）
- Caterpillar D8（英語版）
- Caterpillar D7G（英語版）
- CAT 924/930/950/966
- Caterpillar 349E
- コマツ D155A/D275A
- コマツ PC400
- Husky VMMD（英語版）
- M58 MICLIC（英語版）
- Aardvark JSFU（英語版）
- Pearson Combat Dozer UDK1
- Oshkosh M1070（英語版）×110
- M915A2 ×60

#### 火砲
- M109A2 155mm自走榴弾砲 ×341
- M110A2 203mm自走榴弾砲 ×120
- M119 105mm榴弾砲 ×12
- M102A1 105mm榴弾砲 ×54
- M114 155mm榴弾砲 ×18保管中
- M142 HIMARS ×12
- WM-120（英語版） ×24
- AB-19 ×32保管中
- Hanwha-70 ×20
- M106 ×70
- M252 81mm 迫撃砲 ×25
- M29 81mm 迫撃砲 ×450
- W-86 ×200
- WW-90 ×375
- PPT89 ×1275

#### 防空装備
- パーンツィリ-S1
- 9K33 オサー ×48
- 9K35 ストレラ-10 ×50
- ZSU-23-4 シルカ ×48
- M163対空自走砲 ×181
- ゲパルト自走対空砲 ×60
- 9K38 イグラ

#### 小火器
- カラカル
- Viper Jaws pistol（英語版）
- FN ブローニング・ハイパワー
- SIG SAUER P226
- グロック17
- ベレッタ 92
- H&K USP
- H&K MP5
- H&K MP7
- H&K UMP
- M4カービン
- M16自動小銃
- 86式歩槍
- 91式歩槍
- H&K G36
- H&K HK416
- ベネリ M4 スーペル90
- DPMS Panther LR-308
- マクミラン TAC-50
- SAKO TRG
- Steyr SSG 69（英語版）
- バレットM82
- バレット M95（英語版）
- M240機関銃
- FN MAG
- H&K HK21
- M60機関銃
- ブローニングM2重機関銃
- Mk19 自動擲弾銃
- ダネルMGL
- M203 グレネードランチャー
- BGM-71 TOW
- FGM-148 ジャベリン
- 9M133
- RPG-32
- RPG-26
- RPG-27
- MATADOR

#### その他
- AN/TPQ-36 （英語版）
- AN/TPQ-37（英語版）
- COBRA (radar)（英語版）
- Flycatcher （英語版）
- Distant Sentry

## ヨルダン海軍
ヨルダン海軍は500人の兵力を保有している。特殊部隊を保有している。基地はアカバ。

## ヨルダン空軍
ヨルダン空軍(Royal Jordanian Air Force)は12,000人の人員を保有する

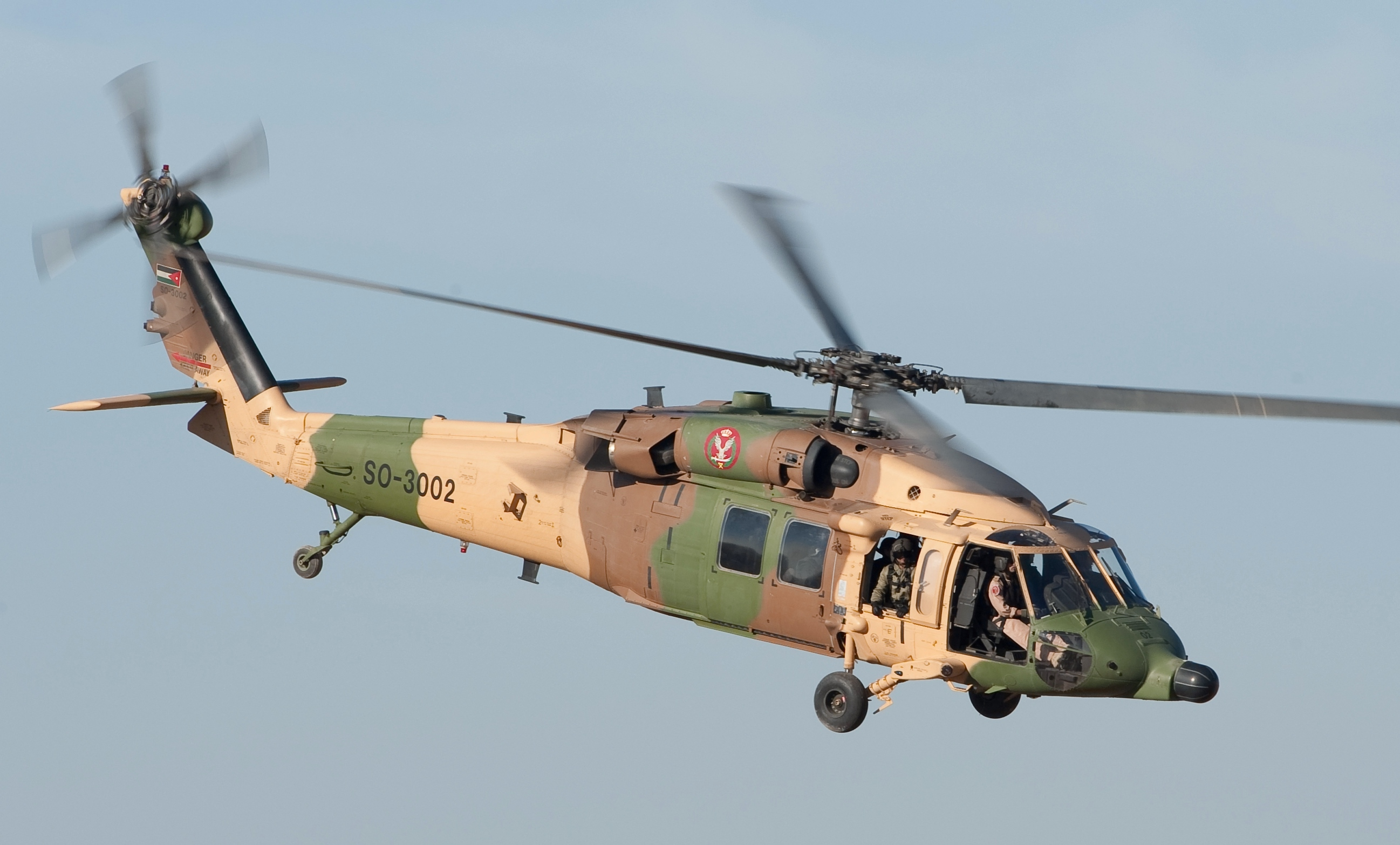
ヨルダン空軍のUH-60

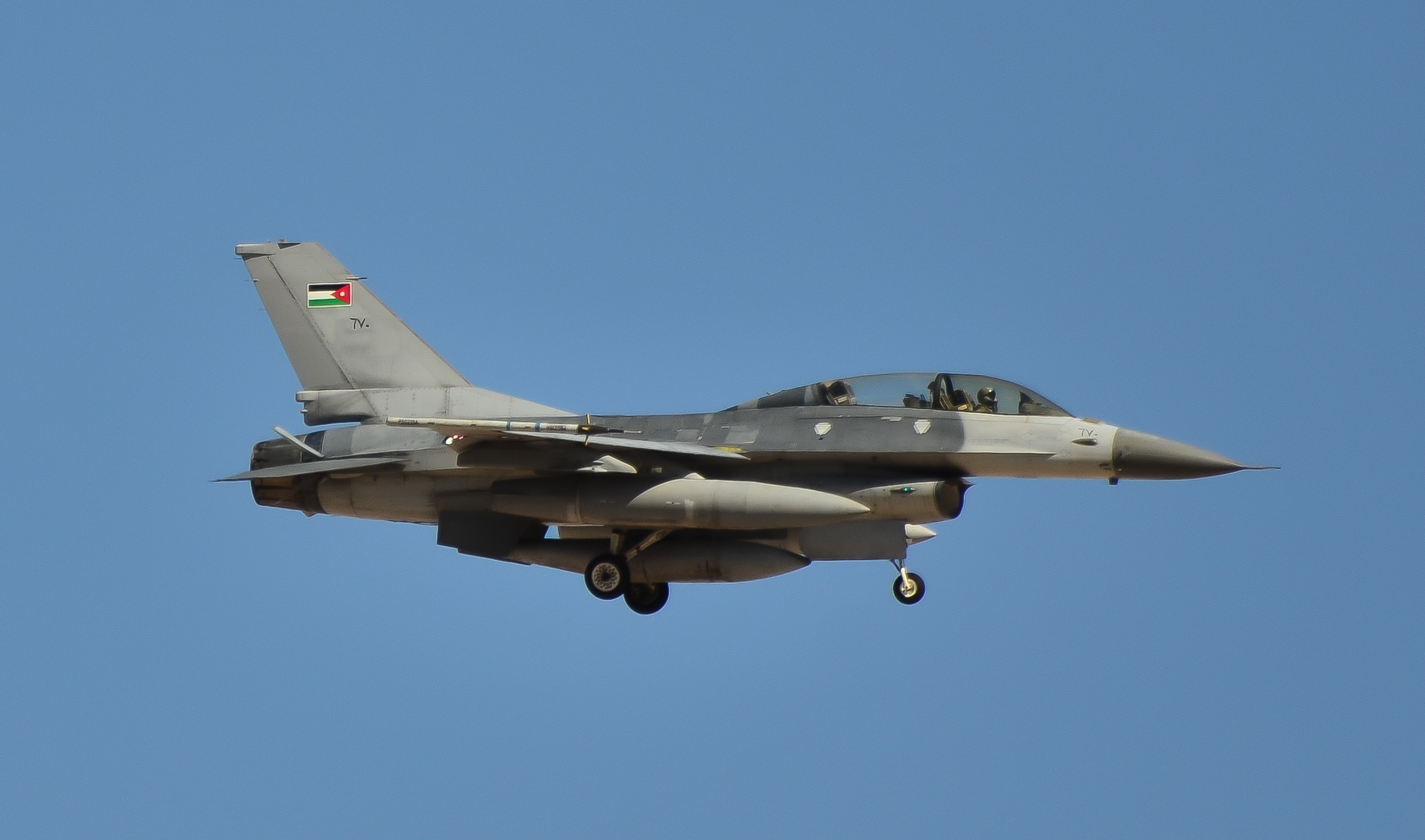
ヨルダン空軍のF-16

### 装備

#### 戦闘機
- F-16A/V ファイティングファルコン ×44
- F-16B ファイティングファルコン ×15
- AT-802（英語版）×4

#### 電子戦機・偵察機
- AT-802（英語版）×4
- PZL M28 （英語版）×1

#### 輸送機
- C-130H ハーキュリーズ ×7
- セスナ 208 ×8
- PZL M28 （英語版）×1

#### 練習機
- グロプ G 120TP ×14
- ピラタス PC-21 ×12
- スリングスビー T67 ファイアフライ ×2
- AS 350 ×1
- ロビンソン R44 ×12

#### 回転翼機
- AH-1E/F コブラ ×44
- UH-60A/L/M ブラックホーク ×30
- UH-1H ヒューイ ×36
- EC 635 ×7
- AS 332 ×10
- Mi-26 ×4

## ヨルダン統合特殊作戦軍
ヨルダン統合特殊作戦軍はアブドゥッラー2世によって1963年に設立された対テロ特殊部隊である。